# Гайльбронн
Га́йльбронн (нім. Heilbronn) — місто на південному заході Федеральної Республіки Німеччина, земля Баден-Вюртемберг. Населення становить 126 458 осіб (станом на 31 грудня 2020).
У місті розвинені машинобудування (заводи «LÄPPLE», «ThyssenKrupp» та ін.), хімічна, паперова, харчова промисловість — розташовані заводи таких компаній, як Campina, Unilever (торгова марка Knorr).
Гайльбронн є великим портовим містом на річці Неккар, тут також розташовані соляні копальні, розвинене виноробство. У місті розташований інститут. Гайльбронн відомий у літературі завдяки твору Гайнріха фон Кляйста «Кетхен із Гайльбронну» («Das Käthchen von Heilbronn»).

## Міста-побратими
Гайльбронн, як і багато сучасних міст, має економічні, культурні та інші зв'язки з містами-побратимами. На сьогодні містами-побратимами Гайльбронна є:
| Країна          | Місто              | З якої дати |
| --------------- | ------------------ | ----------- |
| Франція         | Безьє              | 1965 року   |
| Велика Британія | Порт-Толбот        | 1966 року   |
| Швейцарія       | Золотурн           | 1981 року   |
| Велика Британія | Стокпорт           | 1982 року   |
| Німеччина       | Франкфурт-на-Одері | 1988 року   |
| Польща          | Слубіце            | 1998 року   |